# Tibulle Desbarreaux-Bernard
Tibulle Desbarreaux-Bernard  (Toulouse, 20 novembre 1798 – Toulouse, 15 février 1880) de son vrai nom Tibulle Pellet-Desbarreaux est un médecin, bibliophile et historien de l’imprimerie à Toulouse et dans le Languedoc.

## Biographie
Né en 1798, il est fils de Hyacinthe, alors administrateur du département de la Haute-Garonne, et de Marie Bernard. le père et la mère étaient auteurs de pièces de théâtre et comédiens. Tibulle, lui, se consacra à la médecine mais, devenu médecin, il eut peu de clients. Se tournant vers la médecine légale, il expertisa un « gréviste de la faim » qu'il avait visité chaque jour pendant les 63 jours de son abstinence. Puis, il traduisit en français Norma, et Le Pirate de Vincenzo Bellini, et se consacra à la bibliophilie. il fut historien du livre toulousain, donnant successivement une Histoire de l'imprimerie dans l'Histoire générale de Languedoc, édition Privat, puis un Catalogue des Incunables (1878) et L'Établissement de l'imprimerie dans la province de Languedoc (1875).
Il avait révélé les Lanternistes dont les réunions ont précédé l'établissement de l'Académie des sciences. Il épousa Jeanne-Claire Bastide, puis veuf, Jeanne-Joséphine Pradiers.
Il était membre correspondant de la Société de médecine de Toulouse, de l'Académie des Sciences Inscriptions et Belles-Lettres de Toulouse et de la Société archéologique du Midi de la France et apporta son concours au Bulletin du Bibliophile, que le libraire-éditeur Joseph Techener avait fondé avec Charles Nodier en 1834.
Après son décès, sa très riche bibliothèque fut mise en vente est acquise pour une bonne part par les bibliothèques de Toulouse.
En 1981, son nom est donné à une rue de Toulouse.

## Œuvres et bibliographie
- Catalogue des livres rares et précieux imprimés et manuscrits composant la bibliothèque de M. le Dr. Desbarreaux-Bernard de Toulouse, Paris., A. Labitte, 1879
- Armieux, Notice biographique sur le docteur Desbarreaux-Bernard, in MSAMF, 1883-1885, p. 26-29
- Guyon de Boudeville imprimeur à Toulouse (1541-1562), 1879
- Catalogue des incunables de la bibliothèque de Toulouse rédigé par Desbarreaux-Bernard, 1878
- Établissement de l'imprimerie dans la province de Languedoc, 1875
- Un livre perdu et un mot retrouvé par le Dr. Desbarreaux-Bernard, Toulouse, A. Chauvin et Fils, 1874, 19 p.
- Étude bibliographique sur l'édition du Speculum Quadruplex de Vincent de Beauvais attribuée à Jean Mentel ou Mentelin, de Strasbourg, 1872
- La chasse aux incunables, 1864
- De quelques livres imprimés au XVe siècle, sur des papiers de différents formats
- Notice bibliographique sur Pierre Fabre... par Desbarreaux-Bernard (Tibulle), 1847.
- Les eaux thermales en Chine par le Dr T. D.-B. 2e éd., 1870.
- Étude critique de Guillaume Colletet sur les œuvres de Claude de Trellon, poète toulousain, par Tibulle Desbarreaux-Bernard, Toulouse, Montaubin, 1878

## Liens
- Notices d'autorité :   - VIAF
  - ISNI
  - BnF (données)
  - IdRef
  - LCCN
  - GND
  - Pays-Bas
  - NUKAT
  - WorldCat
- L'imprimerie à Toulouse : histoire de l'imprimerie et de l'édition à Toulouse.